# Мансимов, Мубариз Курбан оглы
Мубариз Курбан оглы Мансимов (азерб. Mübariz Qurban oğlu Mənsimov род. 22 марта 1968, Баку) — турецкий и азербайджанский предприниматель, основатель и владелец группы компаний Palmali, судоходной компании, а также президент футбольного клуба Хазар-Ленкорань. Журнал Forbes оценил состояние Мубариза Мансимова в 1,3 млрд долларов, поместив его на 897-е место в рейтинге миллиардеров мира, также он занимает 7-е место в списке миллиардеров Турции.

## Биография

### Ранние годы
Родился 22 марта 1968 года в Баку, в рабочей семье. По национальности — азербайджанец. После школы окончил Военное училище имени Джамшида Нахичеванского, служил в армии. В 1988—1994 годах работал в Каспийском морском пароходстве, параллельно окончил Ростовский государственный экономический университет по специальности юриспруденция.

### Карьера

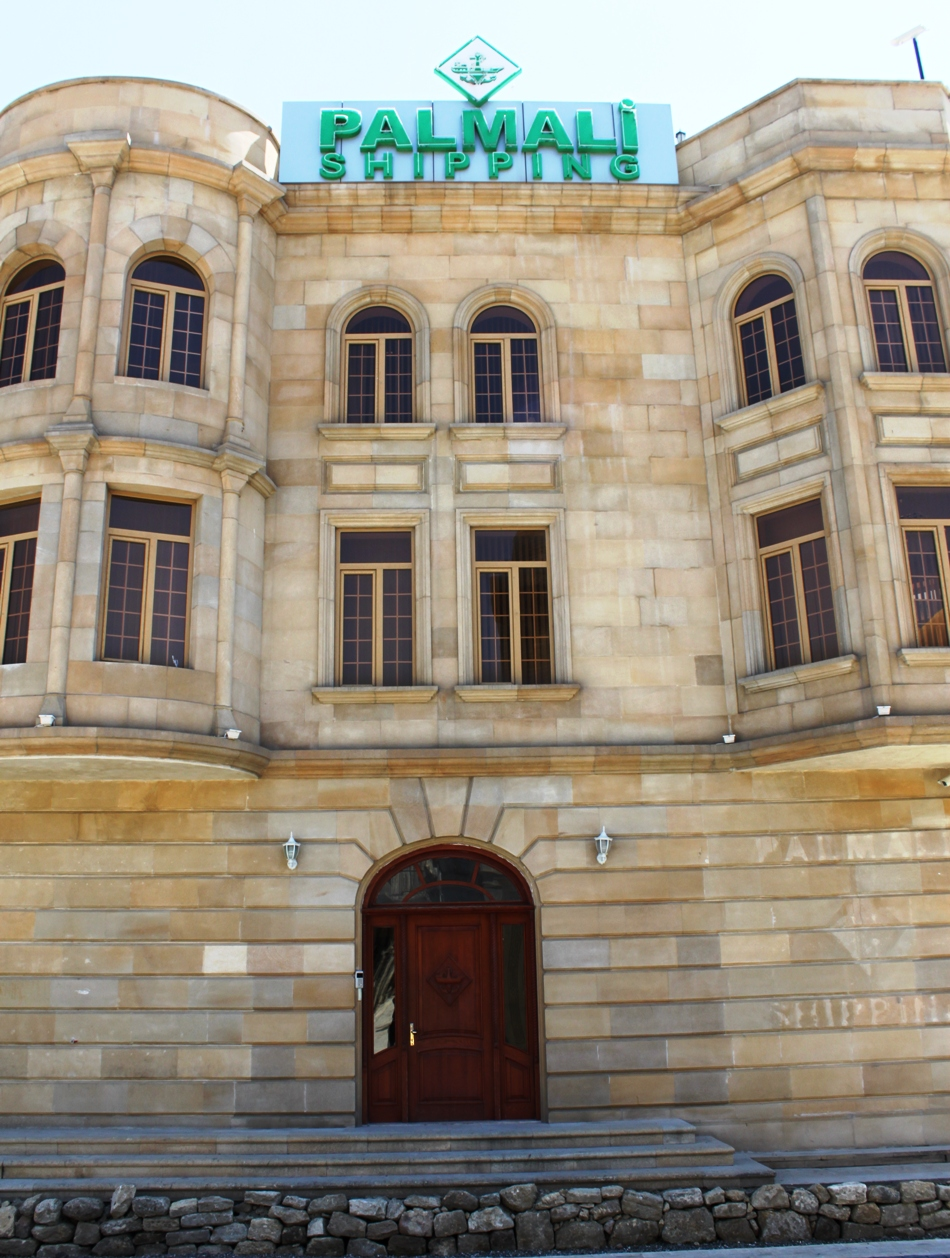
Офис Palmali в Баку

В 1994—1997 годах был совладельцем агентской компании «Агент-34», с 1997 года — президент и единственный владелец группы компаний Palmali. Компании Palmali принадлежит 170 судов, которые в основном заняты перевозками нефти (105 млн тон в год). Компания занимается транспортировкой туркменских, казахстанских, российских и азербайджанских углеводородов на западные рынки.
В связи с заявлением правительства Турции о желании наладить отношения с Арменией Мансимов высказался так:
«Если Турция откроет границы с Арменией, не учитывая карабахского вопроса, я закрою штаб-квартиру Palmali в Стамбуле и перееду например в Мальтийский офис.»
Самый длинный маршрут судов Palmali это турецкий порт Джейхан — Филадельфия (США), 9800 км.

## Награды
- Медаль «Адмирал Кузнецов» (2008 год, Министерство обороны Российской Федерации)[3].
- Орден Золотая Звезда «Финансовая гордость России» (2008 год)[4].